# Federazione calcistica di Macao
La Federazione calcistica macaense (in portoghese Associação de Futebol de Macau, acronimo AFM, in cinese 澳門足球總會, in inglese Macau Football Association) è l'organo che governa il calcio a Macao. Pone sotto la propria egida il campionato e la Nazionale macaense. Fu fondata nel 1939 ed è affiliata all'AFC e alla FIFA. L'attuale presidente è Cheung Lup Kwan Victor.